# Dvihally Emil
Dvihally Emil (Kőrösmező, 1847. december 20. – Besztercebánya, 1887. július 24.) főgimnáziumi tanár.

## Élete
Tanulmányait szülőhelyén kezdette meg, majd édes atyjának Besztercebányára való áthelyezése után az ottani katolikus főgymnasiumban folytatta. Már tanuló korában önképzőkört alkotott s felolvasásokat rendezett, hogy az akkori mostoha politikai s nyelvi viszonyok között hazája nyelvét mívelje s tanuló társaival is míveltesse. Iskoláinak elvégzése után a tanári pályára lépett és Budapestre ment, hol a bölcseletet elvégezte, mire 1869. szeptember 11. Trsztenára került az ottani algimnáziumhoz, a hol mint a magyarság egyik kiváló harcosa szerepelt. 1872. március 22. a tanári vizsgálatot a német nyelv-, történelem- és földrajzból letette s a nevezett intézetnek rendes tanára lett. 1872. október 23. a besztercebányai királyi katolikus főgimnáziumhoz helyezték át, hol a házi ipar terén megindított tevékenységének és irodalmi működésének nagyobb tere nyilt. A sikert elsősorban Ipolyi Arnold, akkor Beszterce egyházmegyei püspök biztosította, ki püspöki palotájában alkalmas helyiséget rendeztetett be a Dvihally által vezetett házi ipariskolának, melyben a gyermekek a lombfürészelés és faragás mesterségét ingyen megtanulhatták. 1878-ban az ipar- és kereskedelmi miniszterium a párizsi világtárlatra kiküldötte, hogy ott a külföldi házi ipart tanulmányozza; de már előbb is érte kitüntetés, így 1876-ban a szegedi s 1879-ben a székesfehérvári kiállításon. Amott az érdemérmet, itt az ezüstérmet nyerte el jutalmul. Sok küzdés volt élete, kivált annak utolsó éve, midőn rohamosan hanyatló egészsége ágyhoz szegezte.

## Művei
- Kikelet. Idegen nyelvekből fordított vegyes művek gyűjteménye. Kiadták D. E. és Rajman Kálmán. Beszterczebánya, 1867.
- A házi ipar kézikönyve. Gyakorlati útmutatások a lombfürészelés, műfaragás, berakott (mosaique) munka, kalitka készítés, könyvkötői és «natur»-munka önszorgalmából való megtanulására. 68 kőnyomatú táblával. Bpest, 1877. (2. kiadás, 150 kőnyomatú ábrával. Uo. 1881. Ezen munkájával elősegítette az akkor nálunk még csak a kezdetén álló műfaragást.)

Szerkesztette, sőt irta egymaga Besztercebányán 1875. október 15-étől 1877-ig a Házi Ipar c. szaklapot, mely nagy elterjedésnek örvendett, nevét az országban ismertté tette s e téren a tekintélyek közé emelte; a Zólyommegyei Lapokat 1883. márc. 31-től, melyet később Felvidéki Hiradó czímmel Vörös Ferencczel együtt szerkesztett; ebbe írta utolsó cikkét 1886. febr. 7.
Programértekezései: Schiller drámái s a német dráma fejlődésének vázlata egészen Schillerig. Az iparos szakoktatás mint anyagi jólétünk feltétele, de egyszersmind mint érdeke gymnasiumi oktatásunknak (Beszterczebányai kir. kath. főgymnasium Értesítője 1876. és 1879.)